# ورزش‌شویی
ورزش‌شویی عمل یک فرد، گروه، شرکت یا دولت ملی است که از یک ورزش مهم یا معتبر بین‌المللی برای بهبود شهرت خود، از طریق میزبانی یک رویداد ورزشی، خرید یا حمایت مالی از تیم‌های ورزشی، یا با شرکت در خود ورزش استفاده می‌کند. در در سطح دولت-ملت، ورزش‌شویی برای دور کردن توجه از سوابق ضعیف حقوق بشر و رسوایی‌های فساد در داخل دولت محلی استفاده شده‌است. در حالی که در سطح فردی یا شرکتی از ورزش‌شویی برای پوشاندن و دور کردن توجه از شرارت، جنایات یا رسوایی‌های شخص یا شرکت مذکور استفاده می‌شود.

## بررسی
در سطح دولت-ملت، ورزش‌شویی به عنوان بخشی از قدرت نرم یک ملت توصیف شده‌است. میزبانی جام جهانی فوتبال ۲۰۱۸ توسط روسیه به عنوان نمونه ذکر شده است، زیرا اعتبار جهانی این کشور به دلیل سیاست خارجی پایین بود و این رویداد منجر به توقف بحث‌های مربوط به آن شد و در عوض بر میزان موفقیت جام جهانی و رفتار دوستانه مردم روسیه متمرکز بود.
مردم کشورهایی که متهم به ورزش‌شویی هستند اغلب استدلال می‌کنند که آنها صرفاً می‌خواهند از رویدادهای ورزشی در کشور خود لذت ببرند و تحریم‌های ورزشی و تغییر مکان رویدادها هم برای طرفداران ورزش ناعادلانه است و هم در تغییر سیاست دولت بی‌اثر است.
شرکت‌هایی که متهم به ورزش‌شویی شده‌اند عبارتند از اینیوس که حامی اصلی تیم دوچرخه‌سواری اسکای در سال ۲۰۱۹ شد که منجر به تغییر نام آن به تیم اینیوس و بعداً تیم گرندیز شد، و عربتک، یک شرکت از امارات متحده عربی که حامی مالی باشگاه فوتبال منچستر سیتی است.
ورزش‌شویی نوعی تبلیغات بالقوه پرهزینه در نظر گرفته می‌شود. به عنوان مثال، در مارس ۲۰۲۱، سازمان حقوق بشر Grant Liberty گفت که عربستان سعودی به تنهایی حداقل ۱٫۵ میلیارد دلار را برای فعالیت‌های ادعایی ورزش‌شویی هزینه کرده‌است.

## مثال‌ها

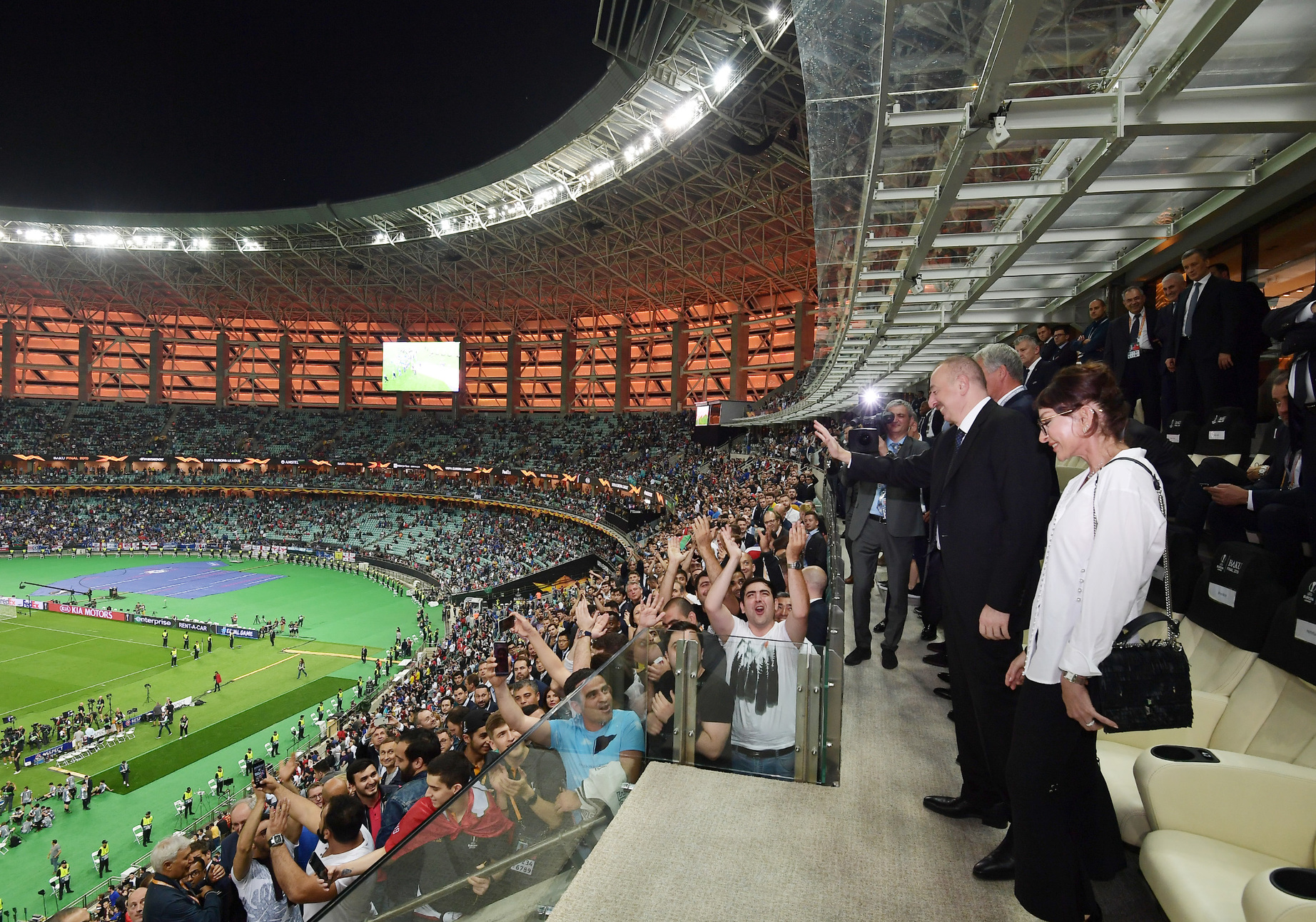
بازی چلسی مقابل آرسنال در ورزشگاه المپیک باکو در فینال لیگ اروپا در ۲۹ می ۲۰۱۹.

- سیلویو برلوسکونی، سرمایه‌دار رسانه‌ای ایتالیایی، از طریق هلدینگ خود فین‌اینوست، در سال ۱۹۸۶ مالک باشگاه سری آیی آ.ث. میلان بود و تا سال ۲۰۱۷ ۹۸ درصد از سهام باشگاه را در اختیار داشت. برلوسکونی با استفاده از موفقیت باشگاهش که به شدت توسط رسانه‌های جمعی خود از جمله مدیاست برای اهداف سیاسی بیشتر منتشر شد، در کشور محبوبیت پیدا کرد.[۱۱] پس از تأسیس حزب راست میانه فورزا ایتالیا، در سال ۱۹۹۴ برای اولین بار نخست‌وزیر ایتالیا شد. در طول بیش از دو دهه حکومت در چهار دوره، او در محاکمه‌ها و اتهامات متعددی از جمله سوءاستفاده از مقام، رشوه‌خواری، فساد کارکنان عمومی و حسابداری دروغین و همچنین رسوایی‌های جنسی شرکت داشت[۱۱] و در میان دیگر مناقشات، برای پیشنهاد و تصویب بسیاری از قوانین شخصی (نوعی مشتری گرایی) به نفع کسب و کار خود از جمله باشگاه میلان به عنوان Decreto salva-calcio (فرمان نجات فوتبال) در سال ۲۰۰۳ انتقاد کرد.[۱۲][۱۳] در سال ۲۰۱۸، پس از فروختن میلان به تاجر چینی لی یونگ‌هونگ، برلوسکونی از طریق فین‌اینوست، مالک آ.ث. مونزا شد، باشگاهی که سپس در سری سی ملی با ۱۰۰ درصد سهام باشگاه به رقابت پرداخت.
- حمایت مالی شرکت روسی گازپروم از باشگاه فوتبال شالکه ۰۴، رویدادهای لیگ قهرمانان اروپا و لباس تیم‌ها.[۱۴][۱۵]
- شرکت دولتی نفت چین ساینوپک از سال ۲۰۱۵ با اتحادیه بین‌المللی فدراسیون‌های دو و میدانی همکاری می‌کند.[۱۶]
- حمایت مالی شرکت الیگارشی روسی اورال‌کالی از تیم فرمول یک هاس.
- حمایت‌های هواپیمایی قطر از تیم‌های فوتبال زیر:
  - بارسلونا
  - آ.اس. رم
  - بوکا جونیورز
  - پاری سن-ژرمن
  - بایرن مونیخ[۱۷]
- حمایت مالی شرکت دولتی نفت ونزوئلا، پترولئوس دی ونزوئلا از تیم‌های ویلیامز ریسینگ و تیم فرمول یک لوتوس از سال ۲۰۱۱ تا ۲۰۱۵.
- حمایت مالی فرودگاه بین‌المللی حمد قطر از بایرن مونیخ از سال ۲۰۱۸.[۱۸][۱۹]

### میزبانی

#### بوکس
- مسابقه بلامنازع عنوان سنگین‌وزن جهان در سال ۱۹۷۴ بین جورج فورمن و محمد علی کلی، معروف به غرش در جنگل، در کینشاسا، زئیر (جمهوری دموکراتیک کنگو فعلی) برگزار شد.[۲۰]
- مسابقه سه‌گانه عنوان سنگین وزن جهان در سال ۱۹۷۵ بین محمد علی کلی و جو فریزیر، معروف به هیجان در مانیل، در شهر کزون سیتی، فیلیپین در زمان دیکتاتوری فردیناند مارکوس برگزار شد.[۲۰]
- مسابقه مجدد قهرمانی سنگین وزن جهان در سال ۲۰۱۹ بین اندی روئیز جونیور و آنتونی جاشوا، معروف به درگیری در تپه‌های شنی، در درعیه، عربستان سعودی برگزار شد.[۲۰][۲۱]

#### بسکتبال
- جام‌جهانی بسکتبال ۱۹۷۸ در فیلیپین که تحت دیکتاتوری فردیناند مارکوس بود برگزار شد.
- جام‌جهانی بسکتبال ۲۰۱۰ در ترکیه برگزار شد.
- جام قهرمانی بسکتبال آمریکا در ونزوئلا برگزار شد.
- جام‌جهانی بسکتبال ۲۰۱۹ در چین برگزار شد.

#### فوتبال/مسابقات فوتبال

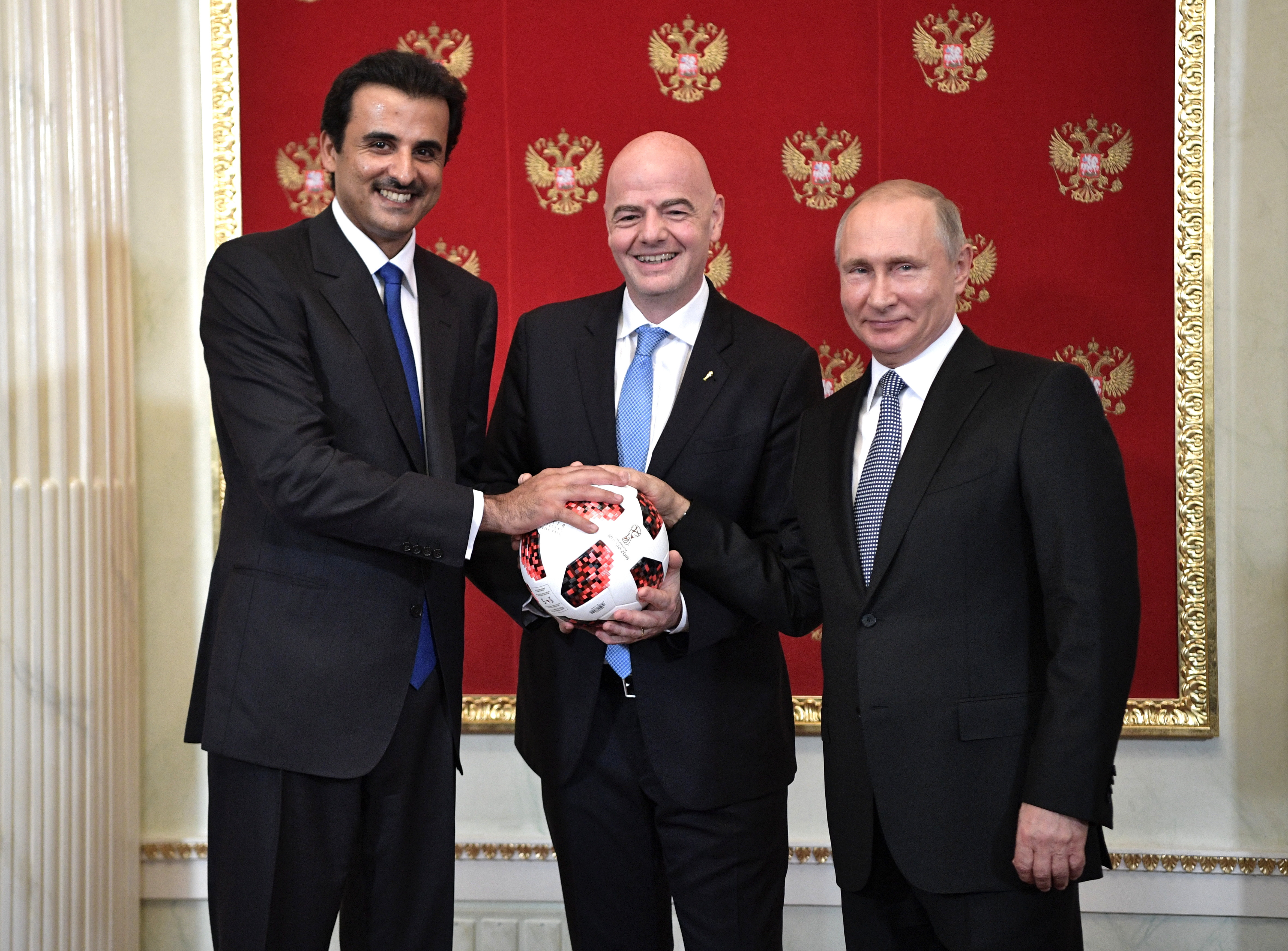
روسیه به صورت نمادین میزبانی جام جهانی فوتبال ۲۰۲۲ را در ژوئن ۲۰۱۸ به قطر تحویل داد.

- جام جهانی فوتبال ۱۹۳۴ که در زمان حکومت موسولینی در ایتالیا برگزار شد.[۲۲]
- جام جهانی فوتبال ۱۹۷۰ در مکزیک برگزار شد.
- کوپا آمریکا ۲۰۰۷ در ونزوئلا برگزار شد.
- جام جهانی فوتبال ۲۰۱۰ در آفریقای جنوبی برگزار شد.
- جام جهانی فوتبال ۲۰۱۸ در روسیه برگزار شد.
- جام جهانی فوتبال ۲۰۲۲ در قطر.[۲۳]

### ورزش‌های موتوری

#### فرمول یک

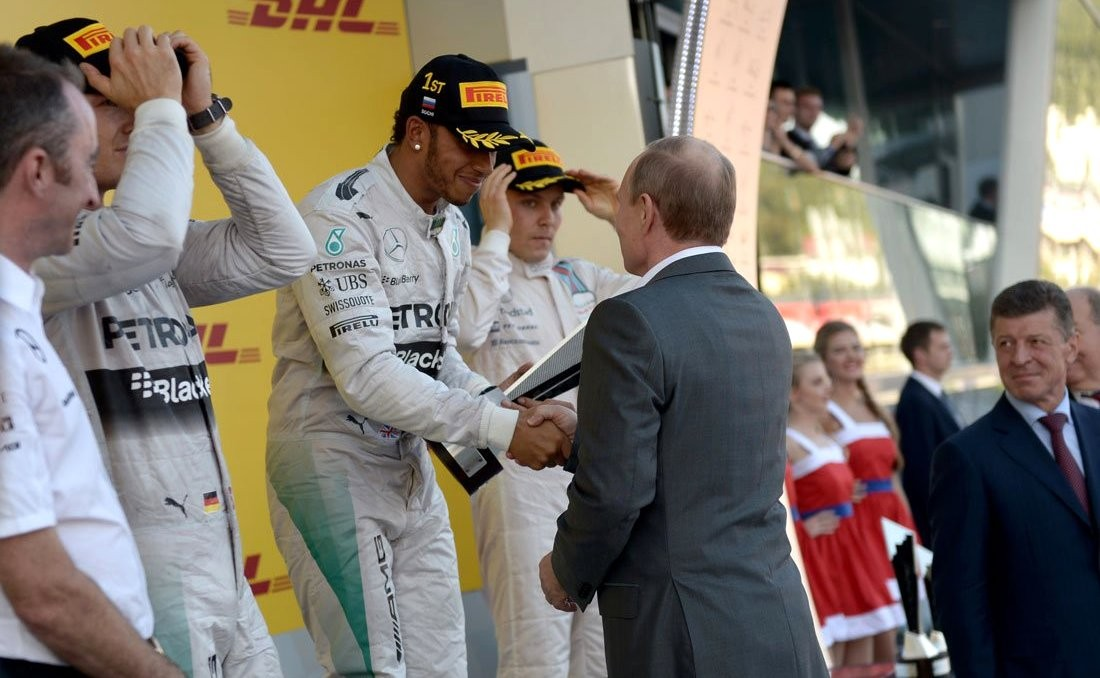
ولادیمیر پوتین رئیس جمهور روسیه به لوئیس همیلتون، برنده جایزه بزرگ روسیه در سال ۲۰۱۴ تبریک گفت.

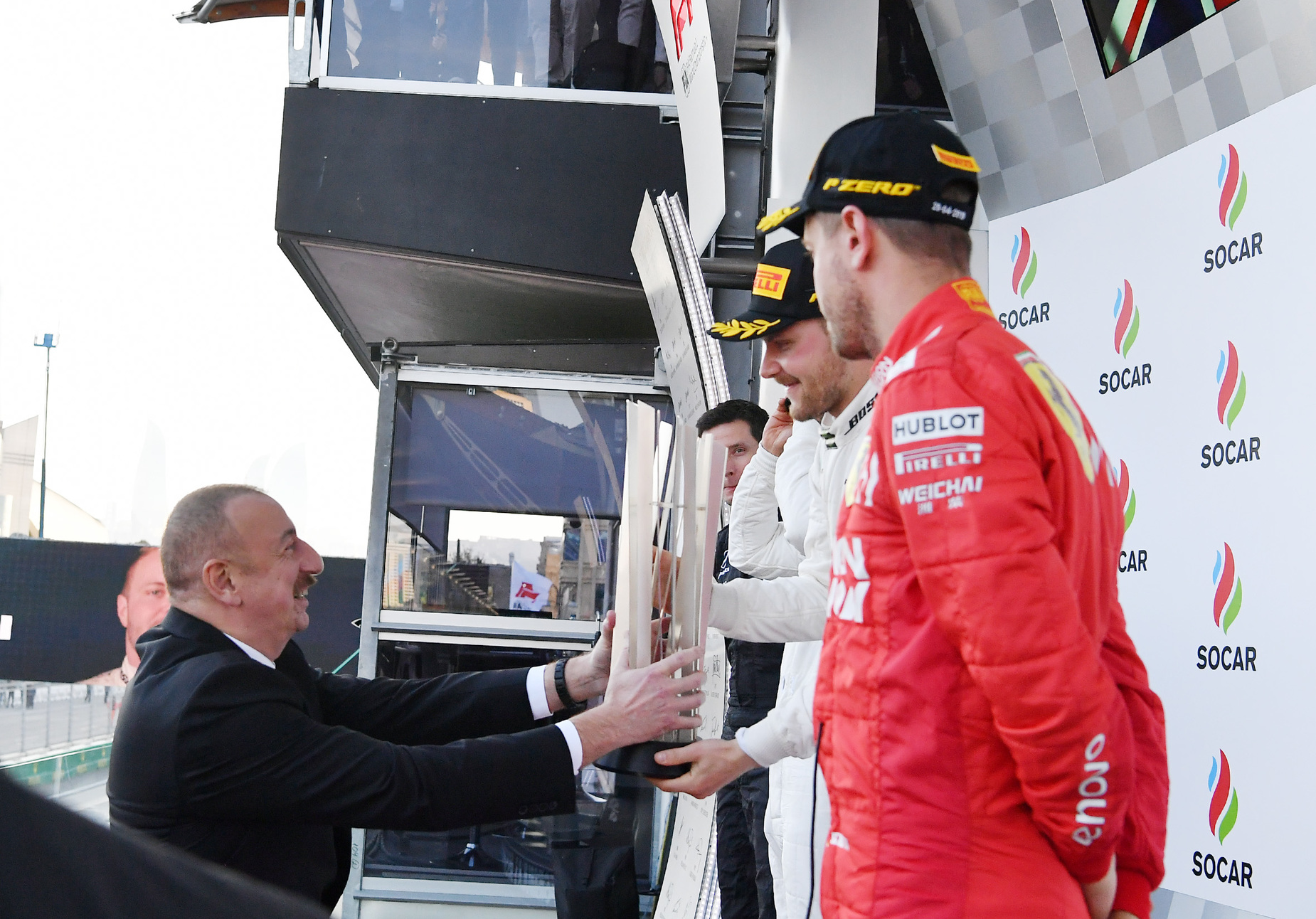
الهام علی‌اف، رئیس جمهور آذربایجان، جایزه جایزه بزرگ آذربایجان در سال ۲۰۱۹ را به برنده مسابقه والتری بوتاس اهدا کرد.

- جایزه بزرگ آلمان در سال‌های ۱۹۳۴-۱۹۳۹ برگزار شد.[۲۴]
- جایزه بزرگ مجارستان از سال ۱۹۳۶ برگزار می‌شود.[۲۵]
- جایزه بزرگ آفریقای جنوبی در سال‌های ۱۹۶۷-۱۹۸۵ برگزار شد.[۲۶]
- جایزه بزرگ مالزی در سال‌های ۱۹۹۹–۲۰۱۷ برگزار شد.
- جایزه بزرگ بحرین از سال ۲۰۰۴ برگزار می‌شود.[۲۷]
- جایزه بزرگ چین از سال ۲۰۰۴ برگزار می‌شود.[۲۸]
- جایزه بزرگ ترکیه از سال ۲۰۰۵ برگزار می‌شود.[۲۸]
- جایزه بزرگ ابوظبی از سال ۲۰۰۹ برگزار می‌شود.[۲۸][۲۹]
- جایزه بزرگ روسیه از سال ۲۰۱۴ برگزار می‌شود.[۲۸]
- جایزه بزرگ مکزیک از سال ۲۰۱۵ برگزار می‌شود.
- جایزه بزرگ آذربایجان از سال ۲۰۱۶ برگزار می‌شود.[۲۸]
- جایزه بزرگ عربستان سعودی از سال ۲۰۲۱ برگزار می‌شود.[۲۸][۳۰]
- جایزه بزرگ قطر از سال ۲۰۲۱ برگزار می‌شود.[۳۱]